# ガエターノ・プレヴィアーティ
ガエターノ・プレヴィアーティ（Gaetano Previati、1852年8月31日 – 1920年6月21日）はイタリアの画家である。象徴主義の画家の一人である

## 略歴
フェラーラで生まれた。1876年にミラノに移り、ミラノのブレラ美術アカデミー(Accademia di Belle Arti di Brera)に入学しジュゼッペ・ベルティーニやジョヴァンニ・モレッリ、フェデリーコ・ファルッフィーニに学んだ。
1881年にミラノに住居を構え当時の若いイタリアの共和主義的芸術家の運動「スカピリアトゥーラ派」のなかで活動した。1891年の美術学校のトリエンナーレに出展した作品では、Divisionism（分色主義）から受けた影響を示しており、象徴主義的な題材を描いていた。
1895年から1914年の間、ヴェネツィアで開かれた国際美術展に招待され、出展した。ヴェネツィアでは1901年と1912年に個展も開いた。

## 作品

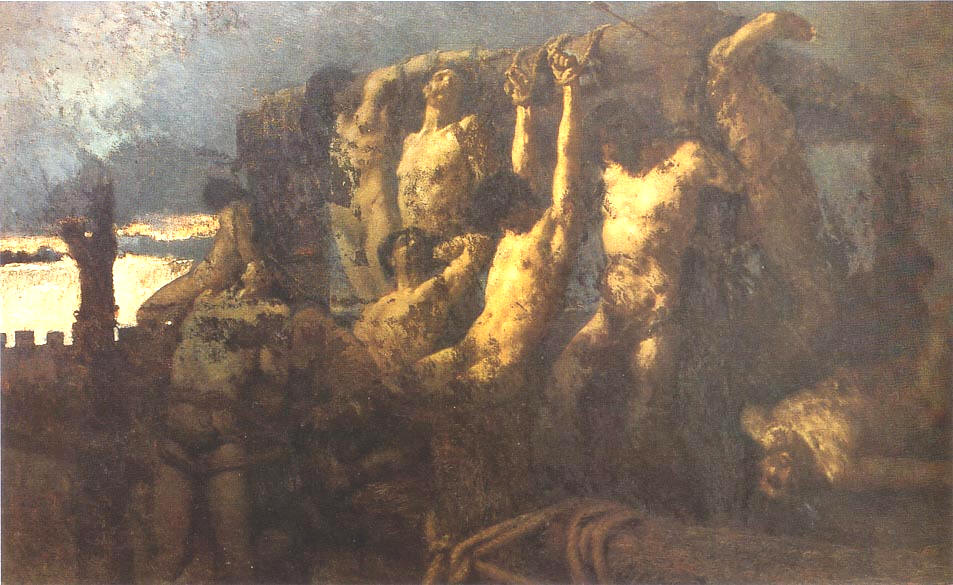
Crema hostages(1879)
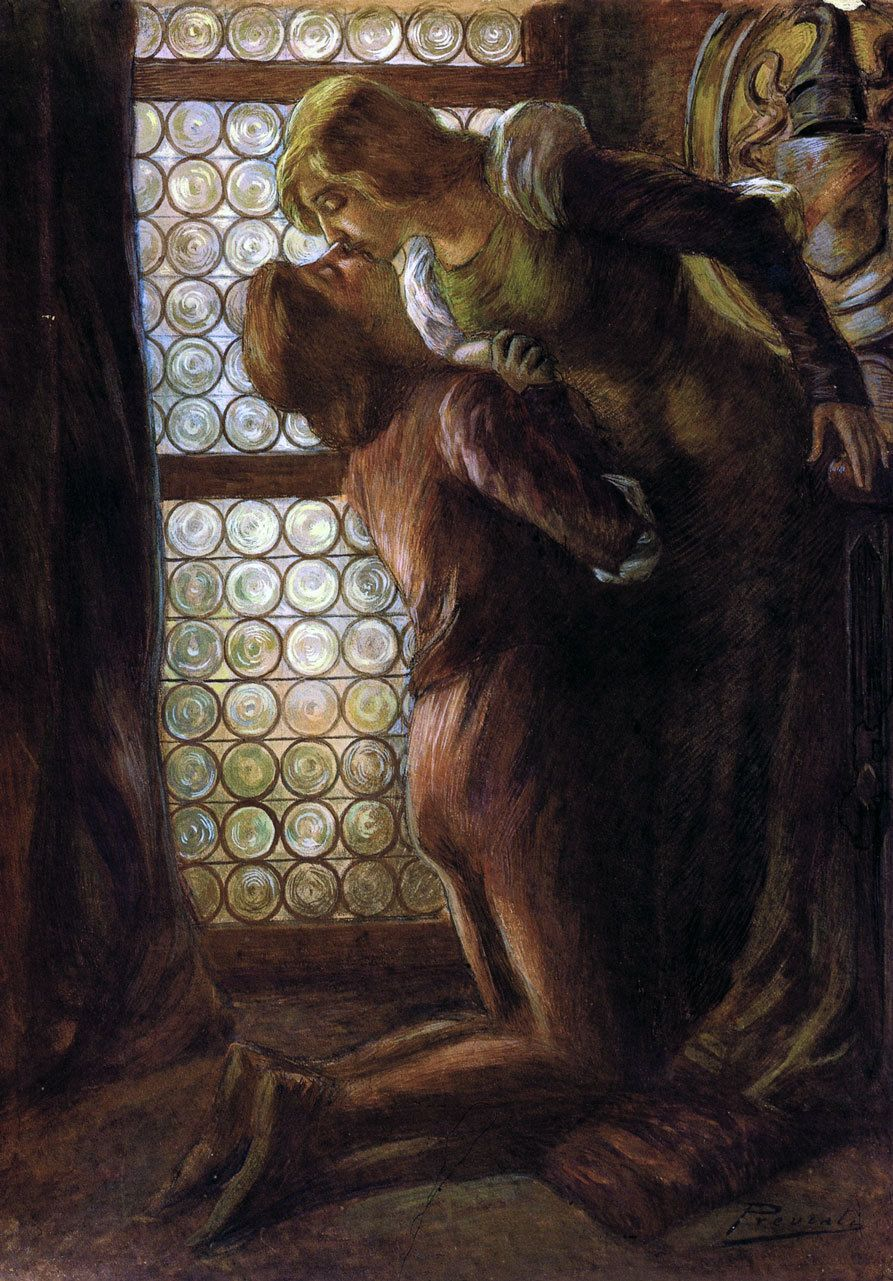
「ロミオとジュリエット」(c.1890)
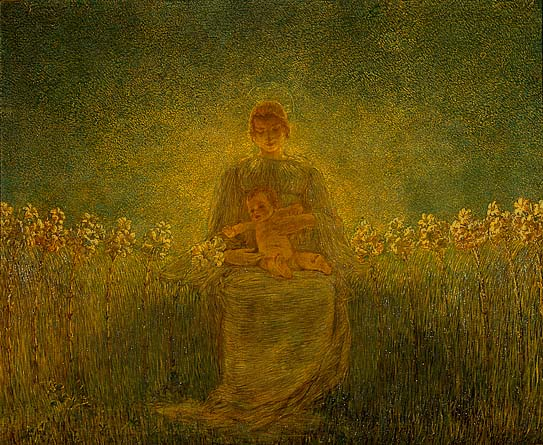
Madonna dei gigli (1893)
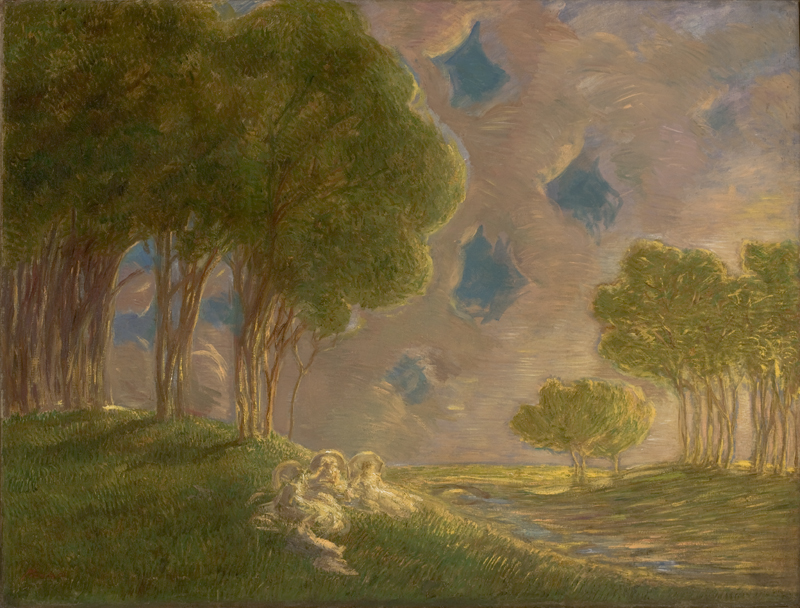
Il carro del Sole (c.1900)
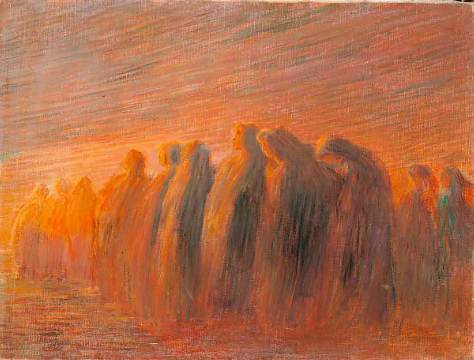
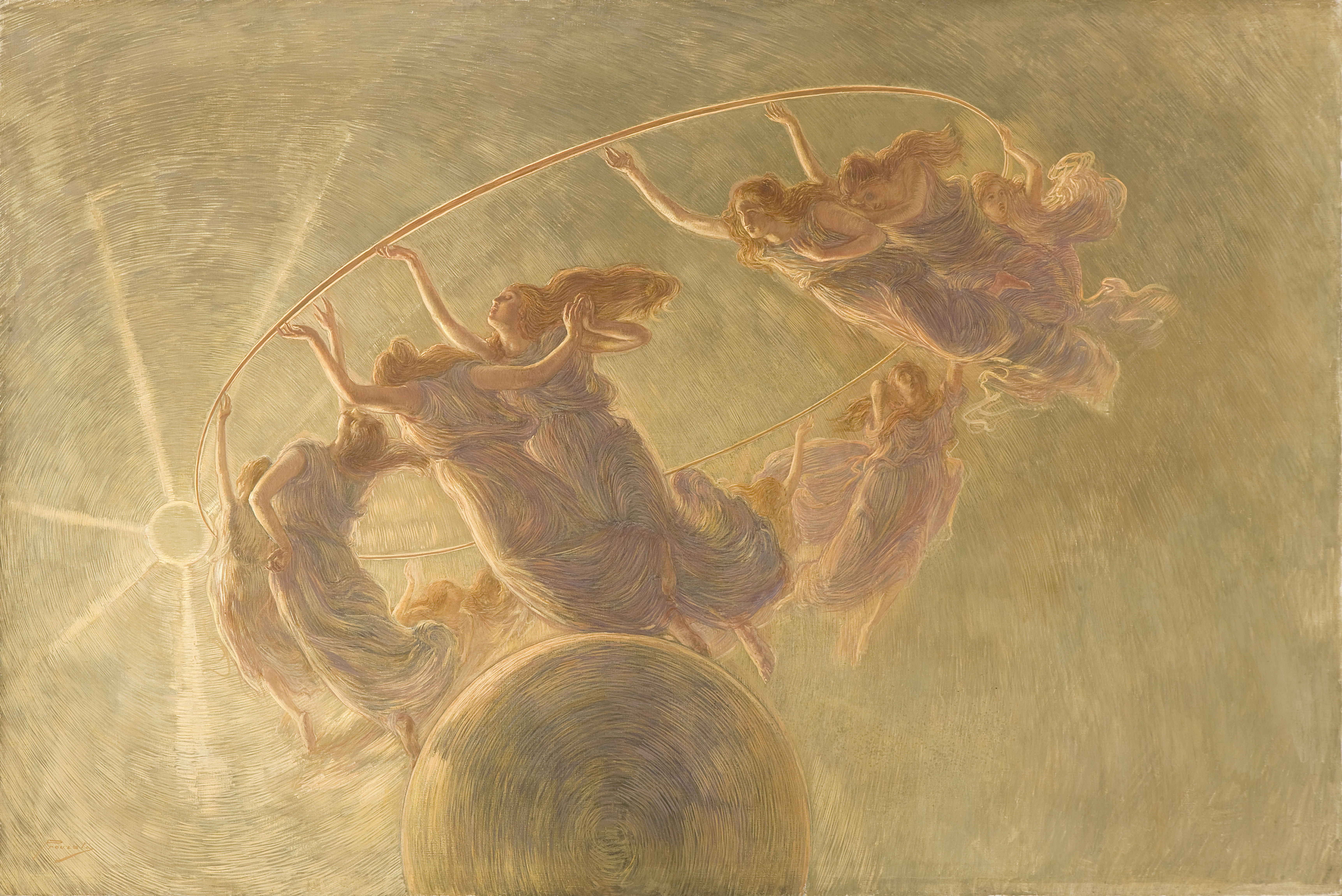
(1899)